# Kristy – Lauf um dein Leben
Kristy – Lauf um dein Leben (Originaltitel Kristy) ist ein US-amerikanischer Horrorfilm von Regisseur Oliver Blackburn aus dem Jahr 2014.

## Handlung
Nachdem die meisten Studenten über die Feiertage nach Hause zu ihren Familien gefahren sind, verbringen Justine und eine ihrer Freundinnen Thanksgiving alleine auf dem abgelegenen Campus ihrer Universität. Nachdem ihre Freundin kurzfristig beschließt, die Feiertage bei ihrer Familie zu verbringen, ist Justine ganz allein. Doch während sich die junge Studentin auf einige gemütliche Tage einstellt, ahnt sie noch nicht, dass sie schon längst von einer satanistischen Killer-Gruppe ins Visier genommen wurde. 
Diese macht ohne erkennbare Motive Jagd auf junge Frauen und ermordet diese auf bestialische Weise, um ihre Bluttaten anschließend im Internet zu veröffentlichen. Ihren Opfern geben sie dabei stets den Namen Kristy, da sich dieser Name von Jesus Christus ableitet und sie ihrer Vorstellung nach damit auch Gott töten. Als sich Justine der drohenden Gefahr bewusst wird, schlägt ihr Hochgefühl in nackte Panik um und sie flüchtet sich in die Campus-Bibliothek, wo ein unerbittlicher Kampf um Leben und Tod beginnt. Justine entwickelt aber eine überraschende Widerspenstigkeit und tötet alle Mitglieder der satanistischen Gruppe. Am Ende des Films verlässt sie das Campusgelände und ist der Meinung, dass Justine nicht mehr existiere und ihr Name jetzt Kristy sei.

## Rezeption
Das Online-Kinomagazin cinema urteilte: Höchst packend inszeniertes Katz-und-Maus-Spiel mit einer bemerkenswert authentischen Allerweltsheldin.